# Annona neoecuadorensis
Annona neoecuadorensis este o specie de plante angiosperme din genul Annona, familia Annonaceae, descrisă de H. Rainer. Conform Catalogue of Life specia Annona neoecuadorensis nu are subspecii cunoscute.